# Neckartaldam
De Neckartaldam is een stuwdam in Namibië. De dam ligt in de Visrivier en is sinds de voltooiing ervan de grootste dam en het grootste kunstmatige meer in Nambië. De dam ligt 40 kilometer ten westen van de stad Keetmanshoop en een paar kilometer ten noorden van de stad Seeheim.

## Beschrijving
De dam is ongeveer 80 meter hoog en 518 meter lang. Het reservoir bevat ongeveer 857 miljoen kubieke meter water.
Het reservoir vulde zich voor het eerst in het regenseizoen 2020/21 volledig en stroomde op 19 januari 2021 voor het eerst over het overstromingshulpsysteem, dat hier als een zeer brede damkam is ontworpen.
Twee kleine Francisturbines kunnen samen 3,5 megawatt elektrisch vermogen produceren, dat vooral bestemd is voor de irrigatiesystemen.

## Gebruik
Het ingedamde water wordt gebruikt voor irrigatielandbouw op ruim 5.000 hectare. In eerste instantie zal in het kader van een publiek-private samenwerking 1.900 hectare worden geïrrigeerd. Voor de teelt zijn dadels, tafeldruiven, maïs, luzerne en groenten gepland.

## Historie
Het gebied werd rond 1830 bewoond door de Berseba-Nama, die de vallei gebruikten als toegang tot hun feitelijke nederzettingsgebied. In 1896/'97 kwam Theodor Rehbock namens het waterschap naar het gebied. Hij was op zoek naar manieren om een permanente watervoorziening te garanderen. Het gebied werd geschikt geacht en kreeg zijn huidige naam naar de Neckartal-boerderij bij Keetmanshoop.

## Bouw
Een eerste aanbesteding uit april 2011 werd tijdens het evaluatieproces in januari 2012 geannuleerd. De anti-corruptiecommissie werd ingeschakeld. Eind november 2012 is vervolgens de aanbesteding opnieuw gepubliceerd en medio 2013 heeft de definitieve gunning van het bouwcontract plaatsgevonden. De bouwwerkzaamheden werden uitgevoerd door de Italiaanse bouwgroep Salini Impregilo voor een aanneemsom van 2,8 miljard Namibische dollars. Echter, in oktober 2017 waren de kosten gestegen tot 5,7 miljard Namibische dollar.
De oplevering stond oorspronkelijk gepland voor 2013, maar aangezien de bouw pas in 2014 begon, kon de oplevering pas op 18 oktober 2018 plaatsvinden. De inhuldiging vond plaats op 13 maart.